# Рестинга-Сека (микрорегион)

Рестинга-Сека на карте.

Рестинга-Сека (порт. Microrregião de Restinga Seca) — микрорегион в Бразилии, входит в штат Риу-Гранди-ду-Сул. Составная часть мезорегиона Западно-центральная часть штата Риу-Гранди-ду-Сул. 
Население составляет 	63 240	 человек (на 2010 год). Площадь — 	3 002,838	 км². Плотность населения — 	21,06	 чел./км².

## Демография
Согласно сведениям, собранным в ходе переписи 2010 г. Национальным институтом географии и статистики (IBGE), население микрорегиона составляет:						
| Полное население                             | Полное население                             | Полное население                             | Полное население                             | 63 240 |
| -------------------------------------------- | -------------------------------------------- | -------------------------------------------- | -------------------------------------------- | ------ |
| в том числе:                                 | Городское население                          | 31 194                                       | Процент городского населения, %              | 49,33  |
|                                              | Сельское население                           | 32 046                                       | Процент сельского населения, %               | 50,67  |
|                                              | Мужское население                            | 31 499                                       | Процент мужского населения, %                | 49,81  |
|                                              | Женское население                            | 31 741                                       | Процент женского населения, %                | 50,19  |
| Плотность населения, чел/км²                 | Плотность населения, чел/км²                 | Плотность населения, чел/км²                 | Плотность населения, чел/км²                 | 21,06  |
| Население микрорегиона в % к населению штата | Население микрорегиона в % к населению штата | Население микрорегиона в % к населению штата | Население микрорегиона в % к населению штата | 0,59   |

## Статистика
- Валовой внутренний продукт на 2003 составляет 726 481 998,00 реалов (данные: Бразильский институт географии и статистики).
- Валовой внутренний продукт на душу населения на 2003 составляет 10 771,63 реалов (данные: Бразильский институт географии и статистики).
- Индекс развития человеческого потенциала на 2000 составляет 0,778 (данные: Программа развития ООН).

## Состав микрорегиона
В составе микрорегиона включены следующие муниципалитеты:
1. Агуду
2. Дона-Франсиска
3. Фашинал-ду-Сотурну
4. Формигейру
5. Ивора
6. Нова-Палма
7. Рестинга-Сека
8. Силвейра-Мартинс
9. Сан-Жуан-ду-Полезини